# Jozef Plachý
Jozef Plachý (* 28. února 1949, Košice) je bývalý československý sportovec slovenské národnosti, atlet, běžec na středních tratích. Jedná se o devítinásobného mistra Československa v běhu na 800 metrů a dvojnásobného mistra Československa v běhu na 1500 metrů, účastníka čtyř letních olympijských her v letech 1968, 1972, 1976 a 1980.
Jeho československý rekord v běhu na 800 metrů z interkontinentálního utkání Amerika-Evropa v roce 1969 1:45,4 min. byl až do června 2008 platným slovenským národním rekordem.
Po ukončení své závodní kariéry v roce 1982 působil jako reprezentační trenér ČSSR v lehké atletice, kdy trénoval muže - běžce. Trenérské činnosti se věnuje dodnes jakožto trenér mládeže.

## Přehled nejlepších sportovních výsledků
- 1968 Letní olympijské hry 1968 v Mexiku - 800 metrů - 5. místo (1:45,9 min.)
- 1969 Mistrovství Evropy v Aténách - 800 metrů - 2. místo (1:46,26 min.)
- 1969 Interkontinentální utkání Amerika-Evropa - 800 metrů - 1. místo v dresu Evropy
- 1972 Halové mistrovství Evropy v Grenoblu - 800 metrů - 1. místo (1:47,1 min.)
- 1972 Letní olympijské hry 1972 v Mnichově - 800 metrů - vyřazen v semifinále, 3. místo (1:48.9 min.)
- 1973 Halové mistrovství Evropy v Rotterdamu - 800 metrů - 3. místo
- 1973 Halové mistrovství Evropy v Rotterdamu - štafeta 4 x 4 kola - 2. místo
- 1974 Halové mistrovství Evropy v Göteborgu - 800 metrů - 3. místo
- 1976 Letní olympijské hry 1976 v Montrealu - 800 metrů - vyřazen v rozběhu, 4. místo (1:48,63 min.)
- 1980 Letní olympijské hry 1980 v Moskvě - 1 500 metrů - 6. místo (3:40,7 min.)